# ليو دان
ليو دان (بالإسبانية: Leo Dan)‏ هو مغني وممثل أرجنتيني، ولد في 22 مارس 1942 في الأرجنتين.

## وصلات خارجية
- ليو دان على موقع IMDb (الإنجليزية)
- ليو دان على موقع ميوزك برينز (الإنجليزية)
- ليو دان على موقع ديسكوغز (الإنجليزية)
- ليو دان على موقع قاعدة بيانات الفيلم (الإنجليزية)